# Stefanie Koch
Stefanie „Steffi“ Koch  (* 13. Oktober 1981 in Anger) ist eine deutsche Skibergsteigerin und Alpinsportlerin. Sie war Mitglied der deutschen Nationalmannschaft im Skibergsteigen.

## Biografie
Koch wuchs im elterlichen landwirtschaftlichen Betrieb gemeinsam mit drei Geschwistern auf und absolvierte die Ausbildung zur Verwaltungsfachangestellten. Bereits in jugendlichen Jahren widmete sie sich dem Mountainbikefahren und dem Triathlon. Zum Skitourenrennsport fand sie durch ihren Freund Stefan Klinger. Sie gehörte 2006 bei der Patrouille des Glaciers zum ersten deutschen Team, das bei diesem Traditionsrennen einen der ersten drei Plätze erreichte.

## Sportliche Erfolge (Auswahl)
- 2004: 2. Platz beim Mountain Attack Tour-Damen, Saalbach
- 2005:
  - 5. Platz Deutsche Meisterschaft Skibergsteigen Single
  - 2. Platz beim Mountain Attack Tour-Damen, Saalbach

- 2006:
  - 3. Platz Deutsche Meisterschaft Skibergsteigen Single
  - 2. Platz bei den „International Open“, Saalbach
  - 3. Platz bei der Patrouille des Glaciers (mit Graßl, Treimer)
  - 4. Platz Weltmeisterschaft Skibergsteigen Damenstaffel (mit Graßl, Gruber, Treimer)
  - 4. Platz Weltmeisterschaft Skibergsteigen Team (mit Graßl)

- 2007:
  - 1. Platz Deutsche Meisterschaft Skibergsteigen Single
  - 2. Platz beim Mountain Attack Tour-Damen, Saalbach
  - 2. Platz Sellaronda Skimarathon (mit Graßl)
  - 3. Platz bei der Trofeo Mezzalama mit Graßl und Treimer
  - 4. Platz in der Damenstaffel (mit Graßl, Treimer) bei der Europameisterschaft in Frankreich
  - 4. Platz Team Damen (mit Graßl) bei der Europameisterschaft in Frankreich
  - 10. Platz Europameisterschaft Skibergsteigen Kombinationswertung

- 2008:
  - 1. Platz Deutsche Meisterschaft Skibergsteigen Team
  - 2. Platz Deutsche Meisterschaft Skibergsteigen Single
  - 2. Platz Deutsche Meisterschaft Vertical Race
  - 2. Platz beim Rofan Xtreme
  - 5. Platz Patrouille des Glaciers (zusammen mit Graßl und Treimer)
  - 6. Platz Weltmeisterschaft Skibergsteigen Team (zusammen mit Graßl)
  - 7. Platz bei der Pierra Menta mit Graßl
  - 9. Platz Weltmeisterschaft Skibergsteigen Einzel